# Jofre de Foixà

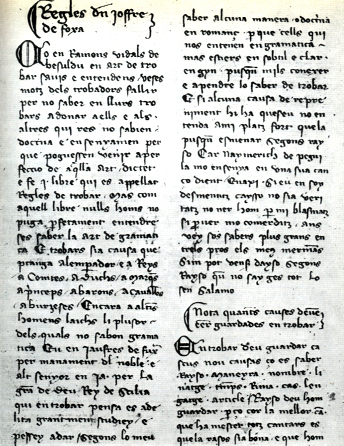
Manuscrit des Regles de trobar (Bibliothèque de Catalogne).

Jofre de Foixà ou Jaufre de Foixà, mort vers 1300, est un troubadour catalan de Foixà, dans l’Empordà, second fils de Bernat de Foixà. Il était moine, et sans doute le même que le Monge de Foissan, dont il reste trois chansons.
Il est en particulier connu pour être l'auteur des Regles de trobar, traité de grammaire et de versification de la langue d'oc contenant de nombreuses citations d'autres troubadours. 